# Fenilpropanoide
Els fenilpropanoides són una família diversa de compostos orgànics ques són sintetitzats per les plantes a partir dels aminoàcids fenilalanina i tirosina. Els fenilpropanoides a les plantes exerceixen indirectament protecció contra la llum ultraviolada, hervíbors i patògens i com pigments florals i aromes per a la pol·linització.

## Aldehids cinàmics i monolignols
La reducció dels grups funcionals de l'àcid carboxílic en els àcids cinámics proporciona els aldehids corresponents, com el cinamaldehid. Una nova reducció proporciona monolignols, incloent l'alcohol cumaril, l'alcohol conifilè i l'alcohol sinapil, que només varien en el seu grau de metoxilació. Els monolignols són monòmers polimeritzats per generar diverses formes de lignina i suberina, que s'utilitzen com a component estructural de les parets cel·lulars.

## Safrol
Els fenilpropens, com l'eugenol, el xavicol, el safrol i l'estragol, també es deriven dels monolignols. Aquests compostos són els components primaris de diversos olis essencials.